# Његошева улица (Земун)
| Његошева улица     | Његошева улица        |
| ------------------ | --------------------- |
|                    |                       |
| Општина            | Градска општина Земун |
| Почетак            | Карамантина улица     |
| Крај               | Кеј ослобођења        |
| Дужина             | 150 m                 |
| Ширина             | 6 m                   |
|                    |                       |
|                    |                       |
| Николајевска црква |                       |

Његошева улица је београдска улица која се налази у општини Земун.

## Улица
Улица се протеже од Карамантине улице секући Лагумску и Синђелићеву и завршава се на почетку Кеја ослобођења, близу Дунава.

## Архитектура
У овој улици се налази Црква Светог Оца Николаја, познатија као Николајевска црква.  Подигнута је у периоду од 1745—1752. године на месту старије, сламом покривене дрвене српске цркве. За споменик културе и непокретно културно добро установљена је 1948. године.

## Познате личности
У кући број 3 живео је и радио Ђурђе Теодоровић академски сликар, редовни професор Факултета ликовних уметности у Београду сценограф, илустратор књига и плаката и карикатуриста.